# Giffoni Sei Casali

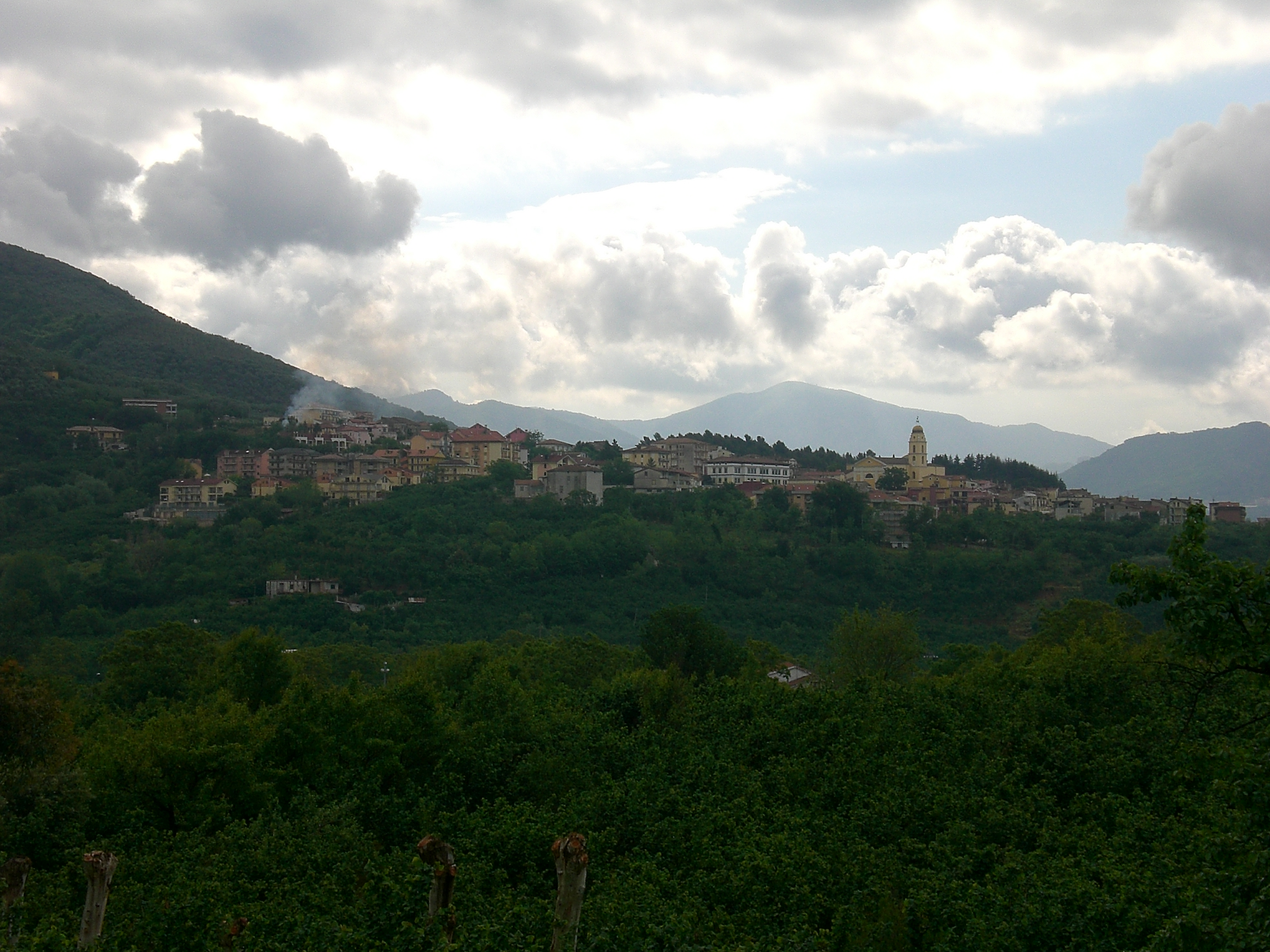
Blick auf Giffoni Sei Casali

Giffoni Sei Casali ist eine italienische Gemeinde mit 4942 Einwohnern (Stand 31. Dezember 2023) in der Provinz Salerno in der Region Kampanien. Sie ist Teil der Bergkommune Comunità Montana Monti Picentini.

## Geografie
Die Nachbargemeinden sind Calvanico, Castiglione del Genovesi, Fisciano, Giffoni Valle Piana und San Cipriano Picentino. Die Ortsteile sind Capitignano,  Malche, Prepezzano und Sieti.